# Pituicytom
Pituicytom je vzácný benigní mozkový nádor, roste pomalu a ohraničeně a může se vyskytnout v neurohypofýze. Tvoří ho bipolární, vřetenovité gliové buňky, které se derivují z pituicytů. U dospělých se může projevit bolestmi hlavy, problémy s viděním a s funkcí endokrinního systému. Po několika letech se může stát recidivním a k metastázím u něho nedochází. Způsobuje poruchy zraku a endokrinního systému. Někdy je chybně zaměňován za adenom hypofýzy.

## Léčba
Léčí se poměrně efektivně chirurgicky.